# Asamblea Popular Nacional de China

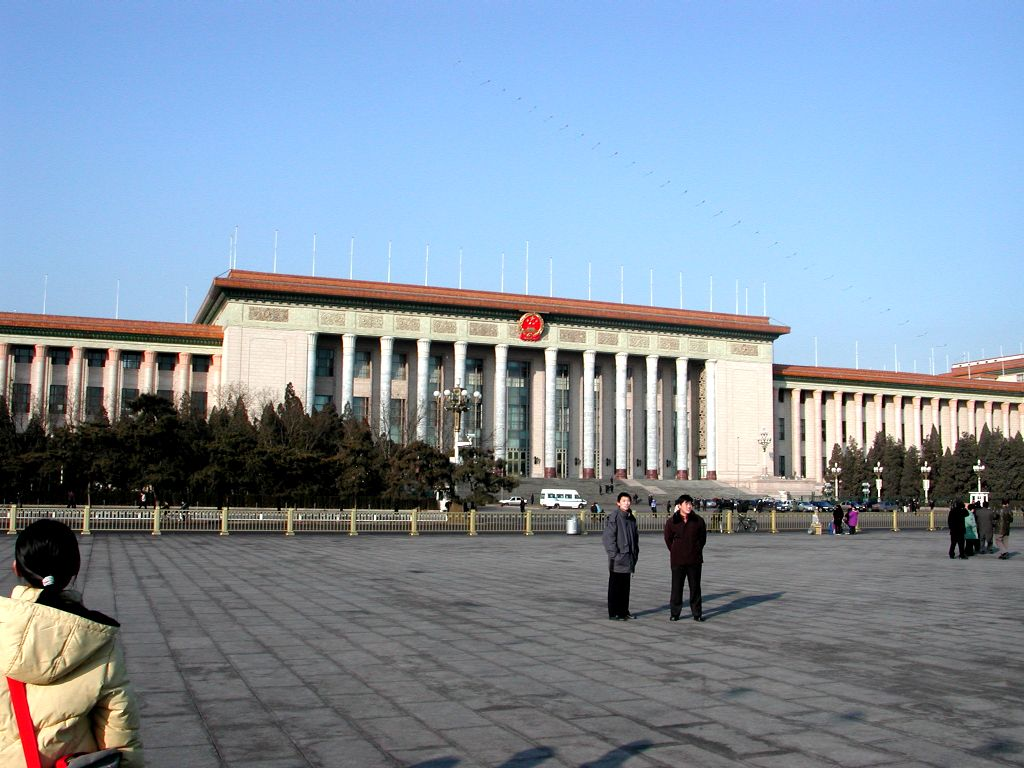
El Gran Salón del Pueblo en Pekín, sede de la Asamblea Popular Nacional.

La Asamblea Popular Nacional de China (en chino simplificado, 全国人民代表大会; en chino tradicional, 全國人民代表大會; pinyin, Quánguó Rénmín Dàibiǎo Dàhuì) (APNRPC) es el máximo órgano legislativo de la República Popular China. Por influencia de la traducción convencional al inglés de esta institución, National People's Congress, a veces se utiliza también en español el nombre Congreso Popular Nacional. El nombre chino de la institución se abrevia habitualmente en la forma de dos caracteres 人大 (réndà).
Formada por alrededor de 3 000 diputados, que se reúnen una vez al año en el Gran Salón del Pueblo de Pekín, los miembros de la APN son elegidos por un periodo de cinco años. La composición de la asamblea elegida en 2008 tenía 2987 diputados y constituyó la XI Asamblea Popular Nacional, cuyo mandato finalizó en el año 2013.
De entre los diputados de la APN, un grupo más reducido en torno a 175, forman el Comité Permanente de la Asamblea Popular Nacional, que se reúne de manera habitual y se encarga de las actividades legislativas rutinarias.
Además del poder legislativo, la Constitución de la República Popular China otorga a la APN otros tres poderes: El "poder de elegir, decidir y destituir a los integrantes o dirigentes de los órganos supremos del Estado", el "poder de decisión en los asuntos importantes del Estado" y el "poder de supervisión sobre los otros órganos supremos del Estado".

## Estructura

### Comités Especiales
Además del Comité Permanente, se han establecido nueve comités especiales en el marco del NPC para estudiar cuestiones relacionadas con campos específicos. Estos comités incluyen:
- Comité de Asuntos Étnicos

- Comité de Constitución y Derecho[1]

- Comité de Asuntos Internos y Judiciales
- Comité de Asuntos Financieros y Económicos
- Comité de Educación, Ciencia, Cultura y Salud Pública
- Comité de Asuntos Exteriores
- Comité de Asuntos Chinos de Ultramar
- Comité de Protección Ambiental y Conservación de Recursos
- Comité de Agricultura y Asuntos Rurales

### Cuerpos Administrativos
También se han establecido varios órganos administrativos para brindar apoyo a la labor de la APN. Éstos incluyen:
- Oficina General
- Comisión de Asuntos Legislativos
- Comisión de Asuntos Presupuestarios
- Comité de Derecho Básico de la Región Administrativa Especial de Hong Kong
- Comité de Derecho Básico de la Región Administrativa Especial de Macao

### Presidium
El Presidium de la APN es un organismo de 178 miembros de la APN. Está compuesto por altos funcionarios del Partido Comunista de China, el estado, los partidos no comunistas y la Federación de Industria y Comercio de China, aquellos sin afiliación partidista, jefes de agencias del gobierno central y organizaciones populares, miembros destacados de las 35 delegaciones a la sesión de la APN, incluidas las de Hong Kong y Macao y el Ejército Popular de Liberación. Nombra al presidente y vicepresidente de China, al presidente, al vicepresidente y al secretario general del Comité Permanente de la APN, al presidente de la Comisión Militar Central y al presidente del Corte Suprema Popular de la República Popular China para la elección de la APN. Sus funciones están definidas en la Ley Orgánica de la APN, pero no su composición.

## Poderes y deberes
Según la constitución, la APN es el órgano más alto del poder estatal en China, y las cuatro constituciones de la República Popular China le han conferido grandes poderes legislativos. La mayoría de los medios occidentales han caracterizado a la APN como un sello de goma para las decisiones ya tomadas por los órganos ejecutivos del estado y el Partido Comunista de China. Uno de sus miembros, Hu Xiaoyan, le dijo a la BBC en 2009 que no tiene poder para ayudar a sus electores. Ella fue citada diciendo: "Como representante parlamentaria, no tengo ningún poder real". En 2014, el PCCh se comprometió a proteger el derecho de la APN a "supervisar y monitorear al gobierno", siempre que la APN continúe a "adherirse inquebrantablemente" a la dirección del partido. Sin embargo, esta caracterización es controvertida, ya que la APN ha realizado cambios significativos en los proyectos de ley. Desde la década de 1990, la APN se ha convertido en un foro para mediar en las diferencias políticas entre diferentes partes del Partido, el gobierno y grupos de la sociedad.
La APN tiene principalmente cuatro funciones y poderes:

### Modificar la Constitución y supervisar su aplicación.
Solo la APN tiene el poder de enmendar la Constitución. Las enmiendas a la Constitución deben ser propuestas por el Comité Permanente de la APN o 1/5 o más de los diputados de la APN. Para que las Enmiendas entren en vigor, deben ser aprobadas por mayoría de 2/3 de todos los diputados. A diferencia de otras jurisdicciones en las que el cumplimiento constitucional se considera un poder judicial, en la teoría política china, el cumplimiento constitucional se considera un poder legislativo y los tribunales chinos no tienen la autoridad para determinar la constitucionalidad de la legislación o las medidas administrativas. Por lo tanto, los desafíos a la constitucionalidad han pasado a ser responsabilidad del Congreso Nacional del Pueblo, que tiene un mecanismo de registro y revisión de las cuestiones constitucionales.

### Para promulgar y modificar la ley básica
Promulgar y enmendar la ley básica que rija los delitos penales, asuntos civiles, órganos estatales y otros asuntos.

### Elegir y nombrar miembros de los órganos centrales del estado.
La APN elige al Presidente de la República Popular China y al Vicepresidente de la República Popular China. La APN también nombra al primer ministro del Consejo de Estado y a muchos otros funcionarios cruciales para los órganos estatales centrales. La AN tiene el poder de destituir a los funcionarios antes mencionados de la oficina. La APN también elige al Presidente, los Vicepresidentes, el Secretario General y otros miembros de su Comité Permanente.

### Para determinar los principales problemas estatales
Esto incluye examinar y aprobar el informe sobre el plan de desarrollo económico y social nacional y sobre su implementación, informe y presupuesto central, y más. El establecimiento de la Región Administrativa Especial de Hong Kong, la Región Administrativa Especial de Macao, la Provincia de Hainan y el Municipio de Chongqing y la construcción del Proyecto de las Tres Gargantas en el río Yangtze fueron todos decididos por la Asamblea.
El proceso de redacción de la legislación de la APN se rige por la Ley Orgánica de la APN (1982) y las Reglas de Procedimiento de la APN (1989). Comienza con un grupo pequeño, a menudo de expertos externos, que comienzan un borrador. Con el tiempo, este borrador es considerado por grupos cada vez más grandes, con un intento de mantener el consenso en cada paso del proceso. Para cuando el APN o CPAPN en pleno se reúne para considerar la legislación, los principales elementos sustantivos del proyecto de ley se han acordado en gran medida. Sin embargo, a menudo se realizan cambios menores en la redacción del borrador en esta etapa. El proceso termina con una votación formal por parte del Comité Permanente de la APN o por la APN en una sesión plenaria. Sin embargo, no está completamente libre de influencia. Funciona como un foro en el que se redactan y debaten propuestas legislativas con aportes de diferentes partes del gobierno y expertos técnicos externos. Sin embargo, hay una amplia gama de temas para los que no hay consenso dentro del Partido y sobre los cuales diferentes partes del partido o gobierno tienen opiniones diferentes. Sobre estos temas, el NPC se ha convertido a menudo en un foro para debatir ideas y lograr consenso. 
En la práctica, aunque las votaciones finales sobre las leyes de la APN a menudo arrojan un voto afirmativo alto, se produce una gran actividad legislativa para determinar el contenido de la legislación que se va a votar. Un proyecto de ley importante, como la Ley de Valores, puede tardar años en redactarse y, en ocasiones, un proyecto de ley no se someterá a una votación final si existe una oposición significativa a la medida.
Un principio constitucional importante que se establece en el artículo 8 de la Ley de legislación de la República Popular China es que una acción puede convertirse en delito solo como consecuencia de una ley aprobada por la APN en pleno y que otros órganos del gobierno chino no lo hagan. tienen el poder de criminalizar la actividad. Este principio se utilizó para revocar las normas policiales sobre custodia y repatriación  y se ha utilizado para cuestionar la legalidad de la reeducación por el trabajo. En la práctica, no existe un mecanismo para verificar la constitucionalidad de las leyes, lo que significa que las administraciones locales podrían eludir la constitución mediante leyes administrativas.

## Método de elección y legislaturas
Desde 1954 ha habido trece asambleas populares nacionales, cuyos detalles se listan a continuación:
| Legislaturas | Fecha       | Diputados | Presidente del Comité Permanente |
| ------------ | ----------- | --------- | -------------------------------- |
| I            | 1954 - 1959 | 1 226     | Liu Shaoqi                       |
| II           | 1959 - 1964 | 1 226     | Zhu De                           |
| III          | 1964 - 1975 | 3 040     | Zhu De                           |
| IV           | 1975 - 1978 | 2 885     | Zhu De                           |
| V            | 1978 - 1983 | 3 497     | Ye Jianying                      |
| VI           | 1983 - 1988 | 2 978     | Peng Zhen                        |
| VII          | 1988 - 1993 | 2 970     | Wan Li                           |
| VIII         | 1993 - 1998 | 2 898     | Qiao Shi                         |
| IX           | 1998 - 2003 | 2 979     | Li Peng                          |
| X            | 2003 - 2008 | 2 984     | Wu Bangguo                       |
| XI           | 2008 - 2013 | 2 987     | Wu Bangguo                       |
| XII          | 2013 - 2018 | 2 987     | Zhang Dejiang                    |
| XIII         | 2018 - 2023 | 2 980     | Li Zhanshu                       |
| XIV          | desde 2023  | 2 977     | Zhao Leji                        |

## Proceso Legislativo
El proceso legislativo de la APN funciona de acuerdo con un plan de trabajo de cinco años elaborado por el Comité de Asuntos Legislativos. Dentro del plan de trabajo, un grupo de legisladores o agencias administrativas dentro del Consejo de Estado redactan una pieza legislativa específica. las propuestas se recopilan en una agenda anual que describe el trabajo del APN en un año en particular. A esto le sigue la consulta de expertos y, en principio, la aprobación del Partido Comunista. Posteriormente, la legislación pasa por tres lecturas y consulta pública. La aprobación final se realiza en una sesión plenaria en la que por convención el voto es casi unánime.
La APN nunca había rechazado un proyecto de ley del gobierno hasta 1986, durante el proceso de la Ley de Quiebras, en el que se aprobó un proyecto de ley revisado en la misma sesión. Un rechazo rotundo sin una versión revisada ocurrió en 2000 cuando se rechazó una Ley de Carreteras, la primera ocurrencia en sesenta años de historia. Además, en 2015, la APN se negó a aprobar un paquete de proyectos de ley propuestos por el Consejo de Estado, insistiendo en que cada proyecto de ley requiere un proceso de votación y revisión por separado. El plazo para la legislación puede ser tan corto como seis meses, o hasta 15 años para leyes controvertidas como la Ley Antimonopolio. 

## Actas
La APN se reúne durante aproximadamente dos semanas cada año al mismo tiempo que la Conferencia Consultiva Política del Pueblo Chino, generalmente en la primavera. Las sesiones combinadas se han conocido como las dos reuniones. Entre estas sesiones, el poder lo ejerce el Comité Permanente del Congreso Nacional del Pueblo, que cuenta con unos 175 miembros.
Las sesiones se han convertido en eventos mediáticos porque es en las sesiones plenarias donde el liderazgo chino produce informes de trabajo. Aunque hasta ahora la APN nunca ha dejado de aprobar un informe de trabajo o un candidato propuesto por el Partido, estos votos ya no son unánimes. Se considera extremadamente vergonzoso que el voto de aprobación caiga por debajo del 70%, lo que ocurrió varias veces a mediados de la década de 1990. Más recientemente, los informes de trabajo se han examinado de antemano con los delegados de la APN para evitar esta vergüenza.
Además, durante las sesiones de la APN, los líderes chinos celebran conferencias de prensa con reporteros extranjeros, y esta es una de las pocas oportunidades que tienen los reporteros occidentales de hacer preguntas no escritas a los líderes chinos.
Un proyecto de ley importante a menudo tarda años en redactarse, y en ocasiones un proyecto de ley no se someterá a una votación final si existe una oposición significativa a la medida. Un ejemplo de esto es la Ley de Propiedad de la República Popular de China, que fue retirada de la agenda legislativa de 2006 luego de objeciones de que la ley no hizo lo suficiente para proteger la propiedad estatal. Las leyes de China generalmente se envían para su aprobación después de un máximo de tres revisiones en el Comité Permanente de la APN. Sin embargo, el debate de la Ley de Propiedad se ha extendido por nueve años, recibiendo un récord de siete revisiones en el Comité Permanente de la APN y provocando debates candentes en todo el país. La tan esperada y muy controvertida Ley de Propiedad fue finalmente aprobada en la Quinta Sesión de la Décima Asamblea Popular Nacional (APN) el 16 de marzo de 2007. De los 2.889 diputados que asistieron a la sesión de clausura, 2.799 votaron a favor, 52 en contra, 37 se abstuvieron y uno no votó.